# Io ti porto via/Si alza grande nel sole, la mia voglia di te
Io ti porto via/Si alza grande nel sole, la mia voglia di te è un 45 giri del 1978 del cantante italiano Riccardo Fogli.
Entrambi i brani sono estratti dall'album raccolta Io ti porto via.